# Leon Dziubecki
Leon Dziubecki ps. „Leon”, „Profesor”, „Sewer” (ur. 8 stycznia 1904 w Piotrkowie, zm. 24 czerwca 1948 w Warszawie) – nauczyciel, prezes konspiracyjnego Zarządu Głównego Stronnictwa Narodowego.

## Okres przedwojenny
Ojciec - Józef, matka - Zofia zd. Schmidt. Ukończył studia filologiczne na Uniwersytecie Warszawskim następnie pracował jako nauczyciel języka polskiego w szkołach średnich w Ostrowi Mazowieckiej, Milanówku i w Warszawie.

## W czasie okupacji
Brał udział w kampanii wrześniowej. W czasie okupacji wszedł do konspiracji i w 1940 związał się ze Stronnictwem Narodowym. Był jednym ze współorganizatorów Narodowej Organizacji Wojskowej, a następnie NOW-AK. Aresztowany przez Gestapo w styczniu 1943, został osadzony w więzieniach na Pawiaku i Majdanku, a w kwietniu zesłany do obozu Buchenwald.

## Losy powojenne, proces, stracenie
W 1945 r. powrócił do kraju, gdzie wraz z innymi działaczami podjął próbę zalegalizowania działalności Stronnictwa Narodowego; wobec odmowy ze strony władz rozpoczął działalność konspiracyjną. Od października 1945 był w Zarządzie Głównym SN. W grudniu przybyły z Londynu Edward Sojka powołał Prezydium SN, którego przewodniczącym został Leon Dziubecki, a członkami: ks. Władysław Matus, Lech Hajdukiewicz i Marian Podymniak.
13 grudnia 1946 aresztowany tymczasowo w Alejach Jerozolimskich na podstawie postanowienia podprokuratora NPW Adama Maasa. Areszt tymczasowy przedłużany był przez Jana Hryckowiana, Jerzego Biedrzyckiego, Jana Grynkiewicza, Antoniego Górskiego i Tadeusza Przesmyckiego.
Podczas śledztwa był torturowany. Przesłuchującymi byli: Jan Śliwiński, Józef Dusza, Jan Goca, Bohdan Janosiewicz i Bolesław Wydrzyński. 
Oskarżony przez prokuratorów mjr. Maksymiliana Lityńskiego i mjr. Jana Kuczyńskiego o współdziałanie z okupantem, szpiegostwo, próbę obalenia ustroju, przyjmowanie korzyści majątkowych i działalność podziemną. Po długotrwałym śledztwie skazany został w procesie 7-22 maja 1948 przez Wojskowy Sąd Rejonowy w Warszawie w składzie: ppłk dr Romuald Klimowiecki, por. Henryk Szczepański, mjr Mieczysław Iwanicki, na dożywotnie więzienie.
Dowodów winy nie przedstawiono.
23 czerwca 1948 Najwyższy Sąd Wojskowy w składzie: płk Kazimierz Drohomirecki, Alfred Janowski, ppłk Leo Hochberg, odrzucił rewizję, utrzymując w mocy wyrok dożywocia. Następnego dnia zmarł w więzieniu mokotowskim w niewyjaśnionych okolicznościach, oficjalnie z powodu pęknięcia wrzodu żołądka. Pochowany został na cmentarzu Bródnowskim w Warszawie (kw. 34D-2-16). Jego grób symboliczny znajduje się także w Kwaterze na Łączce Cmentarza Wojskowego.

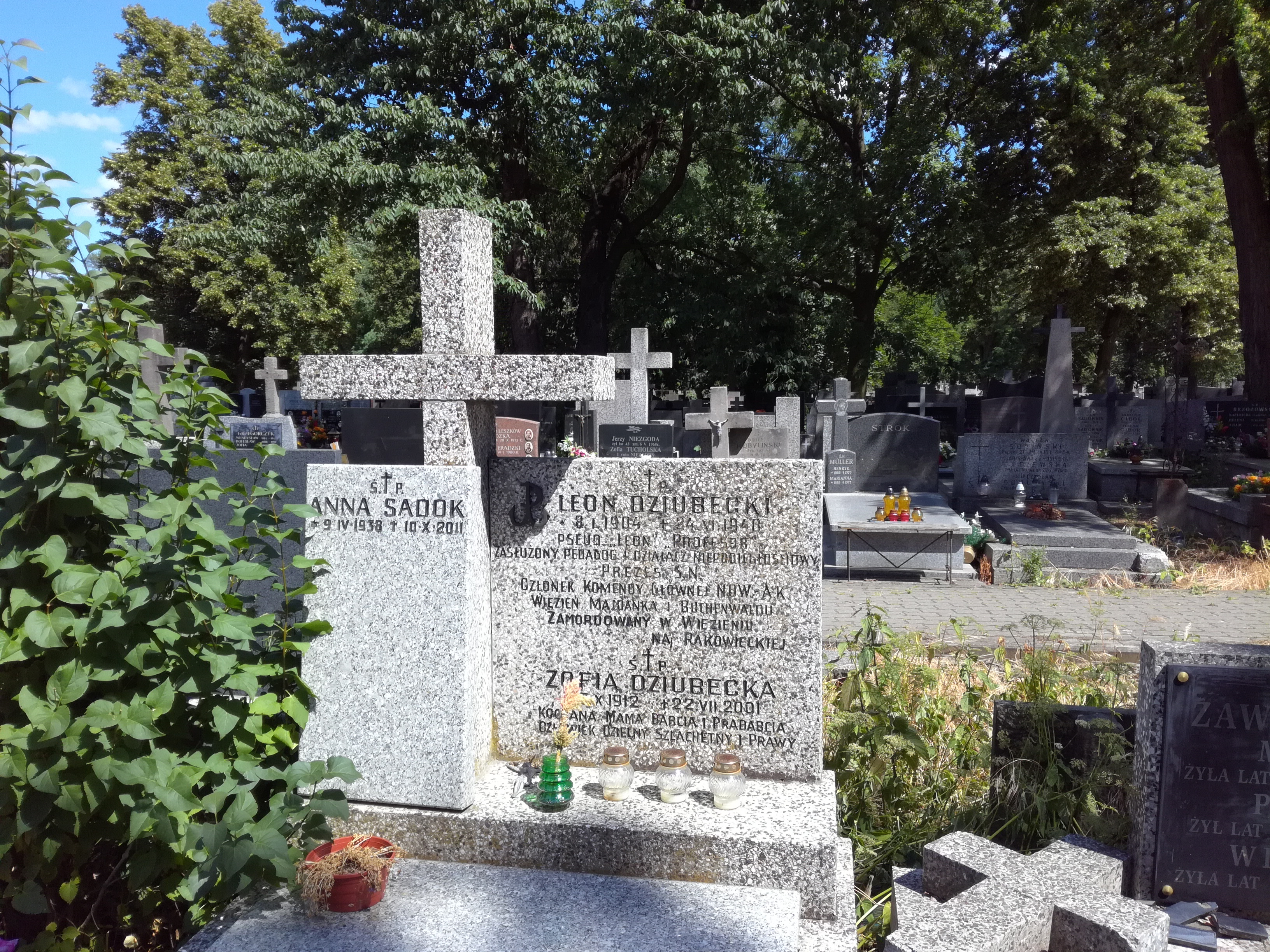
grób Leona Dziubeckiego na cmentarzu Bródnowskim w Warszawie

W 1990 wyrok został unieważniony.